# Gotthilf Friedrich Ebhardt
Gotthilf Friedrich Ebhardt (Nohenstein, 1771 - 1854) fou un organista i compositor alemany.
Estudià música amb Tag, el qual li donà les primeres lliçons sobre cant, orgue i composició, estudis que perfeccionà amb la lectura de les obres mestres del seu temps. El 1807 fou nomenat organista de Schleitz. Es dedica també a l'ensenyança de la música.
Només es van imprimir, entre les seves composicions, una sèrie de preludis per a orgue. Entre les altres hi figuren: corals, cantates, una Missa a quatre veus, motets, etc. També va escriure dues obres didàciques: Die hoehern Lerhzweige der Tonkunst (Leipzig, 1830), i Gründlicher Anleitung zur Erfindung harmonisch-melodischer Choralzwischenspiele (Neustadt, 1833).